# Moncton Coliseum
Das Moncton Coliseum (französisch Colisée de Moncton) ist eine Mehrzweckhalle in der kanadischen Stadt Moncton, Provinz New Brunswick. Es ist Austragungsort der Heimspiele des QMJHL-Teams Moncton Wildcats. Die Arena wurde 1973 eröffnet. Der Eigentümer ist der Moncton Coliseum Complex.

## Nutzung
Das Moncton Coliseum ist zurzeit die Spielstätte der Moncton Wildcats aus der QMJHL. Zuvor diente es bereits den professionellen Eishockeymannschaften New Brunswick Hawks (1978–1982), Moncton Alpines (1982–1984), Moncton Golden Flames (1984–1987) und schließlich der Moncton Hawks (1987–1994) aus der American Hockey League (AHL) für deren Heimspiele.
Nach der Curling-Weltmeisterschaft der Herren 1980 fand vom 4. bis zum 12. April 2009 zum zweiten Mal im Moncton Coliseum die Curling-Weltmeisterschaft der Herren statt.

## Neubau
Seit einigen Jahren wurde der Neubau einer Halle geplant. Im August 2015 stimmte die Stadt für den Bau. Das Moncton Downtown Centre soll von 2016 bis 2018 errichtet werden. Im Dezember 2017 stand der Neubau für 100 Mio. CAD mit 8.800 fest eingebauten Sitzplätzen einige Monate vor der Fertigstellung. Die Bau soll im Juli 2018 abgeschlossen werden und die Eröffnung im September des Jahres erfolgen.